# آنا ماري شيمل
أنا مارى شيمل (بالألمانية: Annemarie Schimmel) ـ (7 أبريل 1922 ـ 26 يناير 2003) هي واحدة من أشهر المستشرقين الألمان على المستوى الدولي.

## النشأة والتعليم

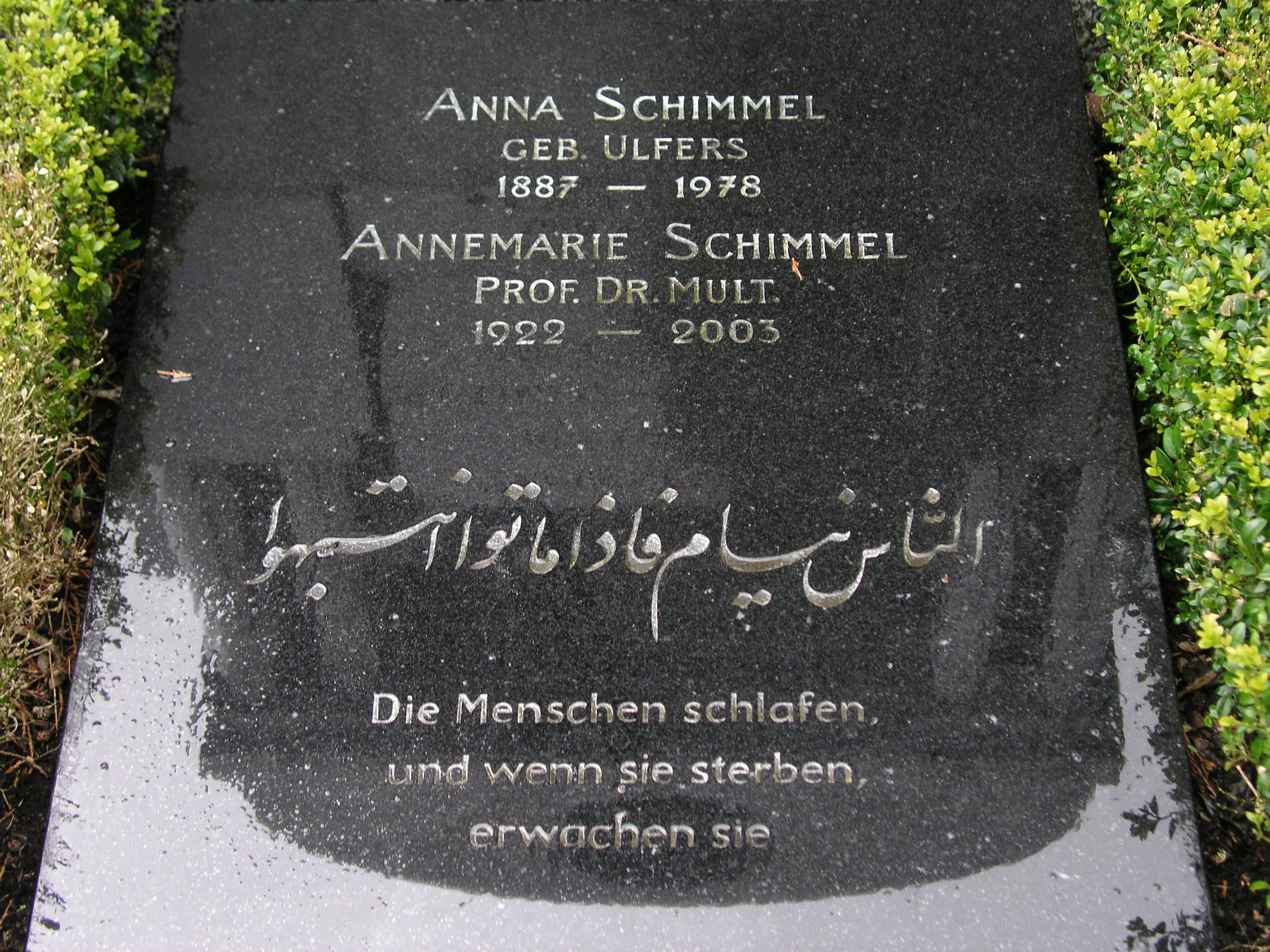
قبر "آنا ماري شيمل" وعليه قولة علي بن أبي طالب :«الناس نيام فإذا ماتوا انتبهوا»

ولدت آنا ماري شيمل في 7 أبريل 1922 في مدينة إرفورت بوسط ألمانيا لعائلة بروتستانتية تنتمي إلى الطبقة الوسطى. كان والدها من عائلة من صناع النسيج ولكنه كان عاملا متوسطا في خدمة البريد والتلغراف. أما أمها فتنتسب إلى مكان صغير بالقرب من بحر الشمال وإلى عائلة من قباطنة السفن المستقلين الذين يطوفون بحار المعمورة طلبا للرزق.
وقد نشأت كطفلة وحيدة في جو تسيطر عليه غبطة الحياة وحب الشعر. وكانت منذ طفولتها شغوفة بكل ما يتعلق بالشرق ومعجبة بكل ما هو روحاني وصوفي في الإسلام والأديان الشرقية الأخرى.

### تعلمالعربية
بدأت في تعلم العربية في عام 1937 وكانت ما تزال في الخامسة عشر من عمرها وقد تلقت إلى جانب العربية دروسا في مبادئ الدين والتاريخ الإسلاميين. وإلى جانب ذلك كانت تتعلم الفارسية والتركية وكذلك الأوردية.

### رسالة الدكتوراه
في عام 1939 نزحت مع الأسرة إلى برلين وفيها بدأت دراستها الجامعية للإستشراق. وبعد عام واحد بدأت العمل على رسالتها للدكتوراه حول مكانة علماء الدين في المجتمع المملوكي تحت إشراف ريشارد هارتمان وقد انتهت منها في نوفمبر 1941 وهي في التاسعة عشر من عمرها ونشرتها عام 1943 في مجلة «عالم الإسلام» تحت عنوان «الخليفة والقاضي في مصر في العصور الوسطى المتأخرة».

### رسالة الأستاذية
وفي نوفمبر من عام 1941 عملت كمترجمة عن التركية في وزارة الخارجية الألمانية. وفي وقت الفراغ واصلت اهتمامها العلمي بتاريخ المماليك حتى تمكنت من عمل فهارس لتاريخ ابن إياس. وفي مارس 1945، قبيل نهاية الحرب العالمية الثانية بقليل، انتهت من رسالة الدكتوراه في جامعة برلين عن الطبقة العسكرية المملوكية.

### بعد الحرب
وبعد قليل تم إجلائها مع بقية موظفي الخارجية ولكن سرعان ما قبض الأمريكان عليها وأُرسِلت بعد اعتقالها إلى مدينة ماربورغ. وكان من حسن حظها أنها من ناحية انتهت من رسالة الأستاذية قبل سقوط النظام النازي ومن ناحية أخرى أنها عاشت خلال فترة الحكم النازي حياة غير سياسية.
عندما أُعيد تنظيم الجامعات الألمانية بعد الحرب وجدت وكانت في الثالثة والعشرين مكانًا لها في جامعة ماربورغ التي كانت تبحث عن خلف لأستاذ العربية الذي أُقيل بسبب علاقته بالنظام النازي. وكما كانت أصغر أستاذة وأول سيدة تلقي بعد الحرب محاضرة قدوم عن التصوف الإسلامي وكان ذلك في ربيع 1946.

### دكتوراه ثانية
وقد حصلت في عام 1951 على دكتوراه ثانية تحت إشراف هيلر عن مصطلح الحب الصوفي في الإسلام. ثم ترجمت بناء على طلب بعض علماء الاجتماع الألمان مقاطع طويلة من مقدمة ابن خلدون.
وقد زارت تركيا ولأول مرة عام 1952 وفي سنة 1954 بدأت التدريس في «كلية الإلهيات» في جامعة أنقرة.

## مجلة "فكر وفن
عندما عادت إلى ماربورج 1959 وجدت نفسها دون وظيفة جامعية. وفي عام 1961 وجدت درجة أكاديمية في جامعة بون فانتقلت إلى بون التي أصبحت منذ ذلك الوقت مدينتها. وفي بون اتصلت مرة أخرى بالخارجية الألمانية وبدأت منذ عام 1963 تشارك البرت تايله Theile في الإشراف على إصدار مجلة فكر وفن التي تمولها الخارجية الألمانية.
وعبر مشاركتها في إصدار هذه المجلة والتي استمرت حتى عام 1973 قدمت أشعارا لأغلب الشعراء العرب المعاصرين مثل بدر شاكر السياب ونازك الملائكة وصلاح عبد الصبور وعبد الوهاب البياتي وفدوى طوقان ونزار قباني وأدونيس ومحمود درويش ومحمد الفيتوري وغيرهم من الشعراء الذين نقلت بعض أشعارهم إلى الألمانية عام 1975. وكانت كذلك تمد القارئ العربي في كل عدد بشيء من شعر جلال الدين الرومى ومحمد إقبال وغيرهما من الشعراء المسلمين غير العرب.

## جائزة فريدريش رويكارت
كما اهتمت كذلك بإحياء الاهتمام بتراث الشاعر والمستشرق-المترجم فريدريش روكرت Rückert فقامت بتحقيق أعماله وكتابة ترجمة لحياته أعادت إليه الشهرة كأهم ناقل للآداب الشرقية إلى الألمانية. ولأجل هذا، وكذلك لأجل ترجماتها عن اللغات الشرقية، فازت عام 1965 بجائزة فريدريش رويكارت التي تمنحها مدينته (شفاينفورت) بجنوب ألمانيا. وكانت هذه الجائزة فاتحة للجوائز والأوسمة التي بدأت تنهال عليها من الشرق والغرب.

## فيجامعة هارفارد
وفي عام 1967 تمت دعوتها إلى العمل في جامعة هارفارد لشغل كرسي الثقافة الهندو-إسلامية الذي أنشئ بناء على تبرع أحد مسلمي الهند الأغنياء. ورغم أنها لم تكن متخصصة في هذا المجال إلا أنها حصلت على الكرسي الذي رُبط الحصول عليه بضرورة ترجمة أشعار شاعرا الأوردية مير دارد الدهلوي (ت 1810) وأسد الله غالب (ت 1869) وذلك بهدف أن يحصلا على شهرة مقاربة لشهرة عمر الخيام في نطاق الإنجليزية. وساعد على حصولها على هذا الكرسي أيضا أنه لم يكن لها ماض ماركسي أو يساري ولا تنتسب إلى دول شرق أوروبا! وكان على هذا القسم الاهتمام بتاريخ الإسلام في الهند منذ عام 711 وباللغات التي تساعد على دراسة هذا الأمر وهي العربية والفارسية والتركية وكذلك اللغات المحلية مثل السندية والبنجابية والبشتونية والأوردية. وكذلك كان عليها أن تكون مكتبة متخصصة للقسم. وكانت تلقي محاضراتها عن التصوف الإسلامي وهي المحاضرات التي كوّنت فيما بعد أحد أهم كتبها وهو كتاب «الأبعاد الصوفية في الإسلام» (توجد ترجمة عربية للكتاب) وكذلك محاضرات عن الشعر الفارسي التي كتبت فيما بعد عن صورة العالم فيها وقدمت تدريبات عن الرومي وإقبال. كذلك واصلت اهتمامها بفن الخط الإسلامي. ولكن اهتمامها الأساسي أصبح منصبا على تاريخ الإسلام في شبه القارة الهندية والدراسات التي تدور حول ذلك بالسندية والأوردية. وكانت تؤلف في ذلك بالإنجليزية والألمانية هذا إلى جانب دراساتها لتاريخ الأدب وللشعراء المفردين. وكانت تترجم بنشاط أشعار غالب والحكايات الباكستانية أو حكايات شاه عبد اللطيف السندي.

## بعد التقاعد
عادت بعد تقاعدها عام 1992، وذلك بعد خمس وعشرين سنة من العمل في هارفارد وكمبردج، إلى بون حيث واصلت الكتابة عن الإسلام بالألمانية والإنجليزية لتقريبه من قراء هاتين اللغتين.
جائزة السلام الألمانية
وقد أحرزت، رغم مناوشات المناوئين، في عام 1995 وكأول مستشرقة ودارسة للإسلام جائزة السلام الألمانية التي يمنحها اتحاد الناشرين الألمان ويسلمها رئيس الدولة الألماني.

## ترجمتها الذاتية
في سنواتها الأخيرة نشرت وصفا لرحلاتها إلى باكستان والهند. ونشرت في أواخر سبتمبر ترجمتها الذاتية بعنوان (Morgenland und Abendland. Mein west-östliches Leben). والتي ترجمها إلى العربية د. عبد السلام حيدر ونشرها في المشروع القومي للترجمة بالقاهرة تحت عنوان «شرق وغرب: حياتي الغرب - شرقية» (2004) التي تضمنت عرضا لتنوع جهودها العلمية ولرحلاتها (إلى المؤتمرات والمحاضرات) عبر أوروبا وأميركا الشمالية وأندونسيا والباكستان وتركيا والهند وإيران وأفغانستان والدول العربية ودول وسط آسيا. وتعطي ترجمتها الذاتية الضخمة نسبيا فكرة عن شبكة العلاقات والصداقات التي كونتها عبر العالم. وكان هذا هاما لها على الجانب الإنساني لأنها وبعد وفاة والدها عام 1945 ثم أمها عام 1978 كانت تعيش بمفردها ودون أقارب مباشرين. وربما هذا ما قادها في الثمانينات والتسعينات إلى القيام بكل هذه الرحلات التي جعلتها أشهر ممثلي الاستشراق الألماني على المستوى الدولي حتى وفاتها في بون في 26 من يناير 2003.

## روابط خارجية
- آنا ماري شيمل على موقع مونزينجر (الألمانية)

## وصلات
http://www.goethe.de/ins/eg/kai/wis/uef/gef/sab/arindex.htm
http://www.alittihad.ae/details.php?id=6305&y=2008&article=full